# Robustagramma parauniseta
Robustagramma parauniseta är en tvåvingeart som beskrevs av Marshall och Xiaolong Cui 2005. Robustagramma parauniseta ingår i släktet Robustagramma och familjen hoppflugor.
Artens utbredningsområde är Ecuador. Inga underarter finns listade i Catalogue of Life.